# Toby Sowery

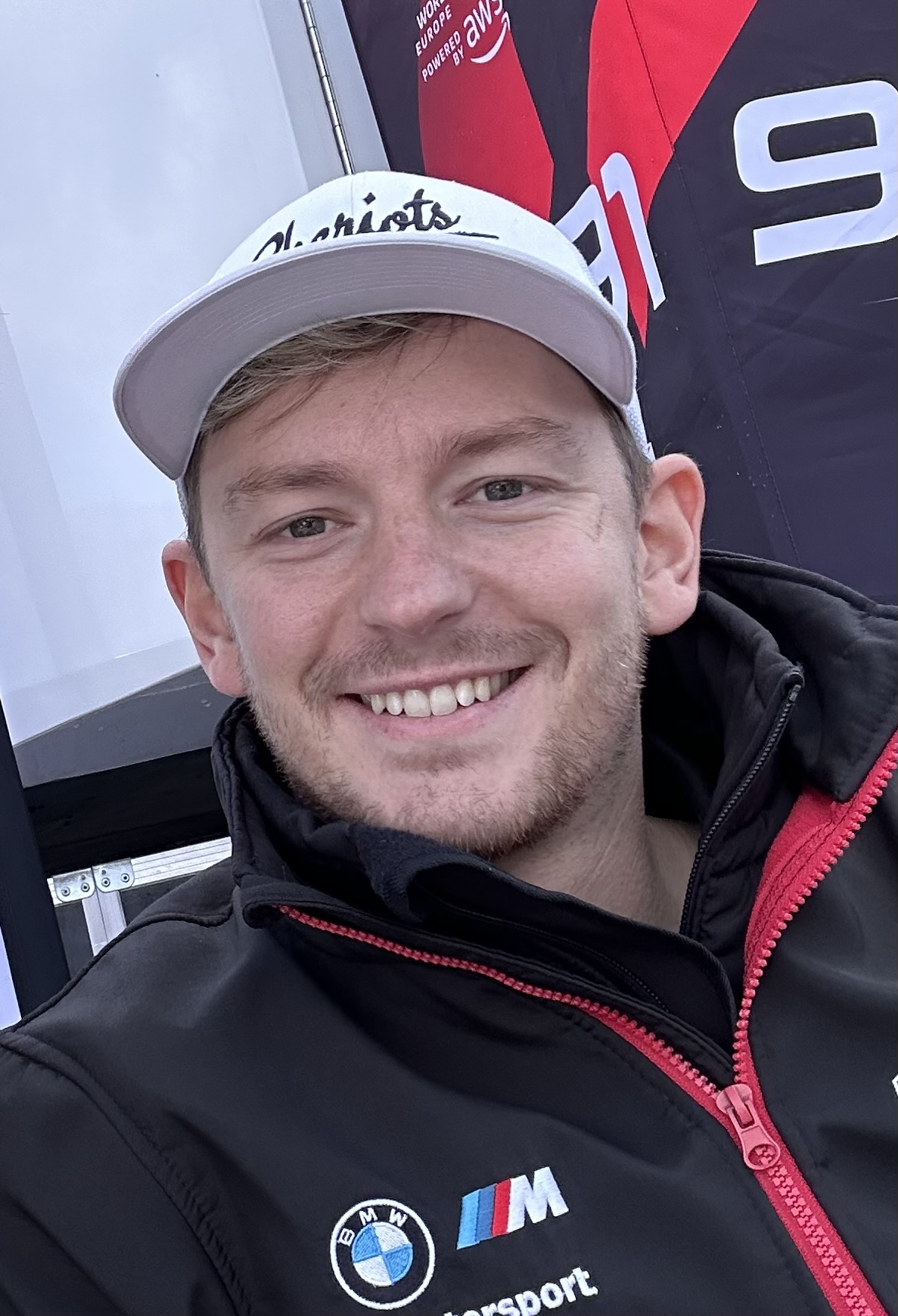
Toby Sowery

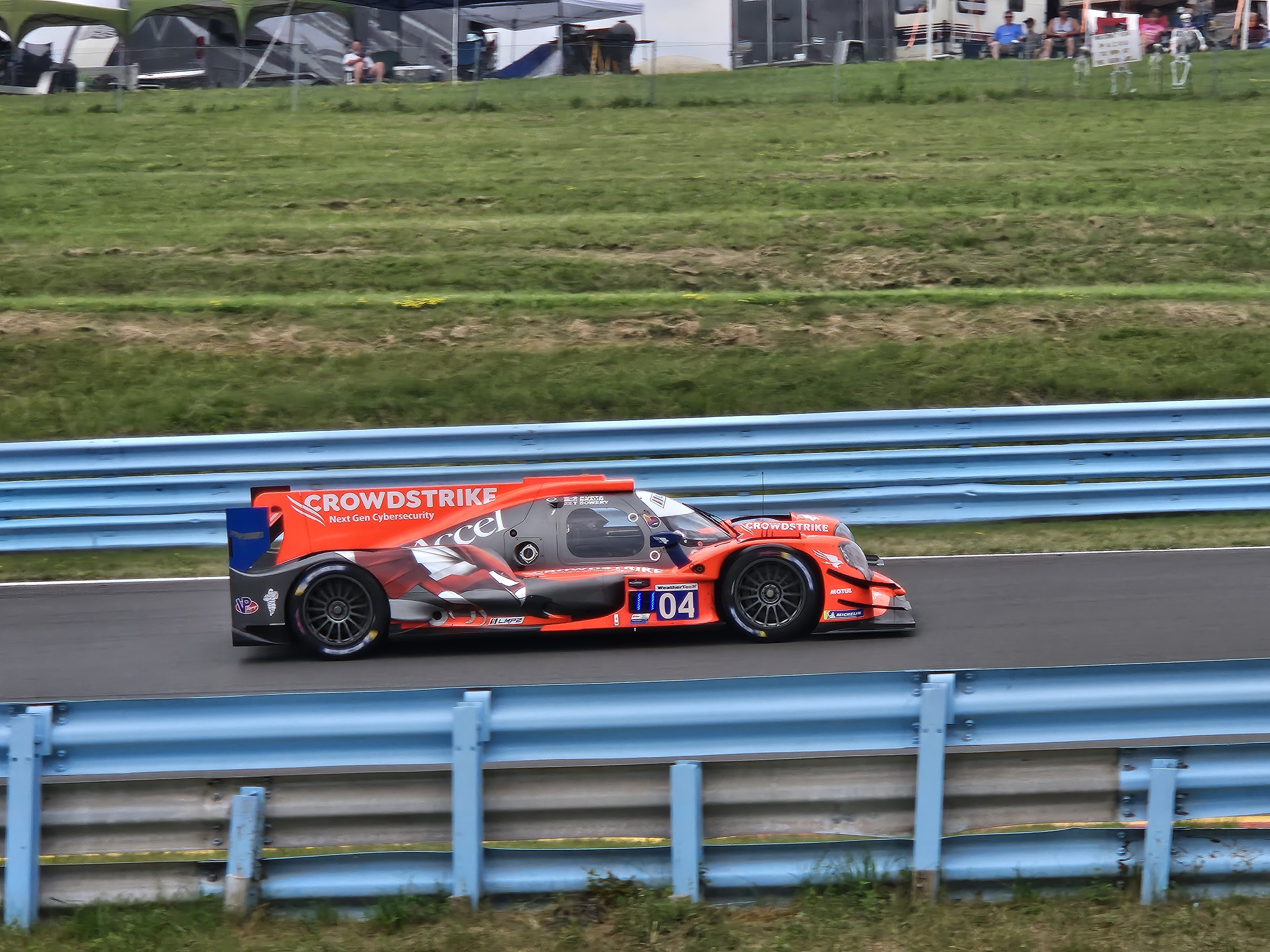
Der von Toby Sowery beim 6-Stunden-Rennen von Watkins Glen 2024 gefahrene Oreca 07

Toby Sowery (* 30. Juni 1995 in Melbourne, Australien) ist ein britischer Automobilrennfahrer.

## Karriere
Toby Sowery begann im Alter von acht Jahren mit dem Kartsport, wo er die Titel im Easykart, Junior TKM und Junior Rotax gewann.
Im Jahr 2014 fuhr er im MSV F3 Cup Championship und errang vierzehn Podestplätzen. Er gewann die Meisterschaft. 2015 glänzte Sowery im MRF Championship mit vier Siegen, neun Podestplätzen, zwei Pole-Positions und vier schnellste Runden.
In den Jahren 2016 bis 2018 holte er mehrere Rennsiege und Podestplätze in der BRDC Britische Formel-3-Meisterschaft, GT3 Pro-Am und der Italienischen Formel-4-Meisterschaft.
Sowery kam in die USA und fuhr verschiedene Nachwuchsserien. In der Indy NXT belegte er 2019 den dritten Rang in der Meisterschaftstabelle. In der IMSA WeatherTech SportsCar Championship war er beim 24-Stunden-Rennen von Daytona 2024 in der LMP2-Klasse zweiter, was im Gesamtklassement der 10. Platz war.
Beim Indy 200 at Mid-Ohio 2024 gab Sowery seinen Einstand in der IndyCar Serie. Er kam auf dem 13. Rang ins Ziel mit dem Auto von Dalye Coyne Racing.

## Persönliches
Sowery lebt in Carmel, in der Nähe von Indianapolis.

## Statistik

### Einzelergebnisse in der IndyCar Series
| Jahr | Team              | 1   | 2   | 3   | 4   | 5    | 6   | 7   | 8   | 9   | 10   | 11   | 12  | 13  | 14  | 15   | 16   | 17  | Punkte | Rang |
| ---- | ----------------- | --- | --- | --- | --- | ---- | --- | --- | --- | --- | ---- | ---- | --- | --- | --- | ---- | ---- | --- | ------ | ---- |
| 2024 | Dale Coyne Racing | STP | LBH | ALA | IMS | INDY | DET | ROA | LAG | MDO | IOW1 | IOW2 | TOR | GAT | POR | MIL1 | MIL2 | NSH | 45     | 31.  |
| 2024 | Dale Coyne Racing |     |     |     |     |      |     |     |     | 13  |      |      | 15  |     | 17  |      |      |     | 45     | 31.  |

Legende

### Sebring-Ergebnisse
| Jahr | Team                      | Fahrzeug | Teamkollege     | Teamkollege  | Platzierung | Ausfallgrund |
| ---- | ------------------------- | -------- | --------------- | ------------ | ----------- | ------------ |
| 2024 | CrowdStrike Racing by APR | Oreca 07 | Colin Braun     | George Kurtz | Rang 18     |              |
| 2025 | CrowdStrike Racing by APR | Oreca 07 | Malthe Jakobsen | George Kurtz | Rang 16     |              |